# 帕里尼亞斯區
帕里尼亞斯區（西班牙語：Distrito de Pariñas），是秘魯的一個區，位於該國西北部皮烏拉大區的塔拉拉省，始建於1932年10月31日，面積1,116.99平方公里，海拔高度15米，2005年人口84,978，人口密度每平方公里76人。